# Solveig Nordström
Solveig Nordström (* 25. November 1923 in Stockholm; † 21. Januar 2021 in Benidorm) war eine  schwedische Archäologin, die seit 1955 in Spanien wirkte und lebte. Durch ihren Einsatz wurden die Reste der antiken Stadt Lucentum, der Vorgängersiedlung des heutigen Alicante, vor der Zerstörung durch Immobilienspekulationen bewahrt, als die Behörden in den 1960er Jahren die Planung eines großen Hotelkomplexes an diesem Ort zuließen.

## Leben
Solveig Nordström studierte zunächst in Stockholm Literaturwissenschaften. Ihre Dissertation über Selma Lagerlöf wurde jedoch abgelehnt, und sie beschloss, sich für Klassische Archäologie einzuschreiben, um Latein und Griechisch zu studieren. Trotz des schlechten Images Spaniens in Schweden aufgrund der Franco-Diktatur beschloss Nordström, Spanien zu besuchen, angezogen von den archäologischen Stätten in der spanischen Levante und von der praktischen Art und Weise, in der Archäologie gelehrt wurde, wo Archäologiestudenten, anders als in Schweden, so früh wie möglich die Ausgrabungen besuchten, um durch die Mitarbeit an den Ausgrabungen praxisnäher zu lernen.
Nordström kam 1955 nach Alicante, um im Rahmen von iberischen Ausgrabungen, die von der Universität Stockholm und der Generaldirektion der Schönen Künste in Madrid (Dirección General de Bellas Artes de Madrid) finanziert wurden, Keramiken und Münzen im Yacimiento arqueológico de La Escuera in San Fulgencio und anderen Fundstellen der Provinz Alicante zu untersuchen. Das Interesse an den Funden, insbesondere an den einzigartigen bemalten iberischen Vasen, die in dem Tempel auftauchten, veranlasste sie, ihren Aufenthalt in der Provinz zu verlängern, um alle bemalten iberischen Keramiken in den Fundstätten von Alicante zu untersuchen. Das Ergebnis dieser Arbeit war ihre Doktorarbeit La céramique peinte ibérique de la province d’Alicante, die 1973 in Stockholm veröffentlicht wurde.
Zwischen 1950 und 1960 nahm sie an Ausgrabungen zum Beispiel am Poblado iberorromano de El Monastil, Yacimiento arqueológico de El Puig oder Tossal de la Cala in Alicante oder Complejo ibérico de Coimbra del Barranco Ancho in Murcia teil. Nordström galt als unermüdliche Feldforscherin und war auch an der Reform des archäologischen Museums der Provinz Alicante (Museo Arqueológico Provincial de Alicante) beteiligt und war eine treibende Kraft bei der beträchtlichen Erweiterung der Sammlung in den 1970er Jahren.
Nordström wurde vor allem dafür bekannt, die Zerstörung der Überreste des antiken Lucentum durch Immobilienspekulation verhindert zu haben. Während der Erstellung ihrer Promotion in Alicante erfuhr sie von den Plänen und wandte sich offen an die Behörden, um dies zu verhindern. Sie legte sich, nachdem sie die internationale Presse alarmiert hatte, pressewirksam vor die Bulldozer und erreichte den Stopp der Arbeiten. Dies war sicher nur möglich, weil sie schwedische Staatsbürgerin war und ein internationaler Skandal vermieden werden sollte. Nach der Unterbrechung gelang es Nordström, das spanische Bildungsministerium dazu zu bewegen, das Land mit den Überresten zu kaufen. 1961 wurde es zum Monumento Histórico Artístico erklärt. Nordström arbeitete an dieser Fundstelle in der Folgezeit weiter.
Im akademischen Bereich veröffentlichte sie das Buch Los cartagineses en la costa alicantina (1962) und schrieb Artikel in wissenschaftlichen Zeitschriften über iberische Urnen (1966), iberische bikonische Urnen (1972) und Darstellungen von Vögeln und Pflanzen auf den Keramiken aus Elche und Archena (1968).
In den 1960er Jahren ließ sie sich in Benidorm nieder, wo sie bis zu ihrem Tod im Alter von 97 Jahren lebte.
Im Jahr 2011 wurde in der Nähe des archäologischen Parks von Tossal de Manises ein Stadtpark eingeweiht, der auf Antrag des Kulturvereins Alicante Vivo nach Solveig Nordström benannt wurde, zu Ehren der Archäologin, die den Park gerettet und seinen heutigen Bestand gesichert hat. Der Name wurde in einer Plenarsitzung des Stadtrats am 31. Mai 2010, an der Nordström teilnahm, beschlossen. Nordström nahm an der Zeremonie teil.

## Schriften
- Los cartagineses en la costa alicantina. Imprenta Such, Serra y Cía, Alicante 1961.
- mit Jean Jacques Jully: Les vases à oreillettes perforées en France et leur similaires en  Méditerranée Occidentale. In: Archivo de Prehistoria Levantina. Band 11, 1966, S. 99–124.
- Excavaciones en el poblado ibérico de La Escuera (San Fulgencio, Alicante) (= Serie de Trabajos Varios. Band 34). Servicio de Investigación Prehistórica, València 1967.
- Representaciones de aves en la cerámica ibérica del sureste de España. In: Opuscula Romana. Band 6, 1968, S. 97–120.
- La ceramique peinte Iberique de la province d’Alicante (= Acta universitatis Stockholmiensis - Stockholm studies in Classical Archaeology 6–7). 2 Bände, Universität Stockholm, Stockholm 1969–1973.